# جورج بانكس (لاعب كرة قاعدة)
جورج بانكس (بالإنجليزية: George Banks)‏ هو لاعب كرة قاعدة أمريكي، ولد في 24 سبتمبر 1938 في باكوليت في الولايات المتحدة، وتوفي في 1 مارس 1985 في سبارتانبرغ في الولايات المتحدة بسبب تصلب جانبي ضموري.

## وصلات خارجية
- جورج بانكس على موقعبيزبول رفرنس.كوم (الدوري الرئيسي) (الإنجليزية)
- جورج بانكس على موقعبيزبول رفرنس.كوم (الدوري الثانوي) (الإنجليزية)